# William Jacob Baer
William Jacob Baer  (Cincinatti, 29. siječnja 1860. – New York, 1941.) je američki slikar. Prvi je američki slikar koji je slikao minijature, i najznačiji je američki minijaturist.

## Životopis
Studirao je slikarstvo i ilustraciju na Kraljevskoj akademiji u Münchenu od 1880. do 1884. godine.
Poslije studija se vraća u SAD, u Montclair. Kasnije je bio instruktorom u Chautauqua-školama.
Godine 1892. počinje slikati minijature pod pokroviteljstvom Alfreda Cominga Clarka.
Najpoznatija su mu djela "Zlatni sat," "Dafne," "U Arkadiji" i "Crvenokosa Gospa.